# Farhad Manjoo

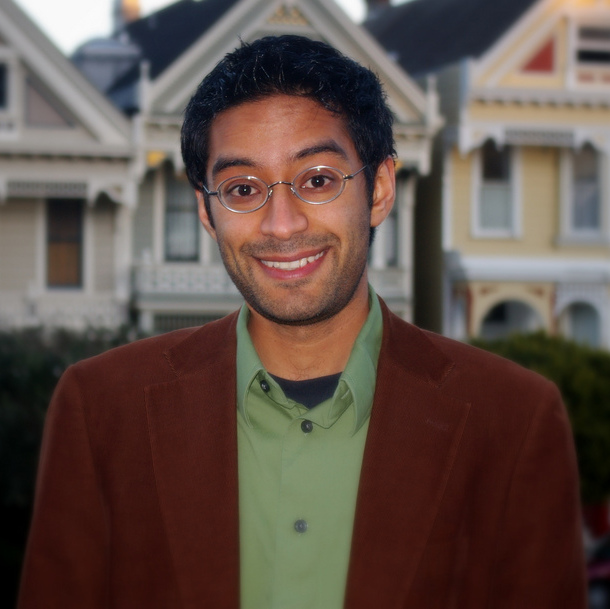
Farhad Manjoo, 2008

Farhad Manjoo (* 19. August 1978 in Südafrika) ist ein US-amerikanischer Journalist. Manjoo war von 2008 bis September 2013 Mitarbeiter des Slate-Magazins. Im Januar 2014 trat er der New York Times bei und ersetzte David Pogue als Technologiekolumnist. Manjoo wurde 2018 Meinungskolumnist bei der Zeitung. Seit 2009 macht er auch Beiträge für das National Public Radio.

## Leben
Manjoo wurde 1978 in Südafrika geboren. Seine Familie hat indische Wurzeln und verließ Südafrika, als Manjoo acht Jahre alt war. Sie zogen nach Südkalifornien. Manjoo schloss sein Studium an der Cornell University im Jahr 2000 ab. Als Student war Manjoo Schriftsteller und Chefredakteur der Studentenzeitung Cornell Daily Sun.

## Karriere
Manjoo schrieb für Wired News, bevor er eine Stelle bei Salon.com antrat. Im Juli 2008 nahm er eine Stelle beim Slate-Magazin an und schrieb zweimal wöchentlich eine Technologie-Kolumne. Im September 2013 trat er als Technologiekolumnist dem Wall Street Journal bei.  Seine letzte Kolumne für Slate, in der Männer aufgefordert wurden, Make-up zu tragen, wurde am 20. September veröffentlicht.  Er wechselte 2014 zur New York Times.
Im Januar 2019 veröffentlichte er einen Artikel in der NY Times zur Unterstützung offener Grenzen.
Im April 2021 wurde seine Kolumne "Let’s Quit Fetishizing the Single-Family Home" für die Abiturprüfungen in Nordrhein-Westfalen verwendet. Im Anschluss an die Prüfungen echauffierte sich eine Vielzahl der Abiturientinnen und Abiturienten unter verschiedenen Beiträgen seiner Social-Media-Kanäle über diesen Artikel. Besonders kritisiert wurden die Wortwahl und einige ungebräuchliche Formulierungen, die für Verwirrung sorgten.